# Orasema longinoi
Orasema longinoi (лат.) — вид паразитических наездников рода Orasema из семейства Eucharitidae. Паразитоиды личинок и куколок муравьев. Назван в честь американского мирмеколога Джона Лонгино (США) за его крупный вклад в изучение тропических муравьёв.

## Распространение
Встречаются в Неотропике: Коста-Рика.

## Описание
Мелкие хальцидоидные наездники, длина 3—4 мм. От близких видов отличается следующими признаками: верхняя губа с четырьмя пальцами, жгутик усиков с 8 (самки ♀) или 9 (самцы ♂) члениками, лицевая скульптура почти гладкая, мезоскутум и мезоскутеллюм шероховатые до сильно морщинисто-ареолистной, переднее крыло слегка затененное, заднее крыло густо волосистое. У всех самок ноги за тазиком полностью жёлтые, тогда как у самцов большая часть бёдер и обычно вся задняя голень коричневые. Молекулярный анализ последовательно показывает, что это уникальный вид, который не подходит ни к одной из клад рода и поэтому он не включён ни в одну из них. Он комбинирует признаки групп видов festiva, stramineipes и susanae. Все члены группы festiva имеют более 8-11 лабральных пальцев, тогда как обе группы straminiepes и susanae имеют 4 или редко до 6 лабральных пальцев. Только группа susanae имеет 9 члеников жгутика у самцов. Паразитоиды личинок и куколок муравьев Myrmicinae: Pheidole dossena (род Pheidole)
Вид был впервые описан в 2020 году американскими гименоптерологами Джоном Хэрати и Остином Бейкером (Department of Entomology, University of California, Riverside, США).